# Euchlanis pyriformis
Euchlanis pyriformis är en hjuldjursart som beskrevs av Gosse 1851. Euchlanis pyriformis ingår i släktet Euchlanis och familjen Euchlanidae. Inga underarter finns listade i Catalogue of Life.